# Шагойка Олександр Олександрович
Олександр Олександрович Шагойка ((біл. Аляксандр Аляксандравіч Шагойка; нар. 27 липня 1980, Мінськ, Білорусь) — білоруський футболіст, ща грав на позиції захисника. Згодом — футбольний тренер.

## Ігрова кар'єра
Вихованець дитячо-юнацької школи СДЮШОР-5 (Мінськ).
Виступав за мінський «Реал», бобруйську «Білшину», з 2003 року захищав кольори клубу «Гомель». У лютому 2008 перейшов в український «Кривбас». Свій перший виступ провів 2 березня 2008 року у матчі «Кривбаса» проти «Таврії» гра завершилась внічию 1–1. З серпня 2009 року знову гравець «Гомеля».
З 2010 року спочатку на правах оренди, а згодом і як повноцінний гравець команди «Білшина» за яку відіграв п'ять сезонів.
Завершив ігрову кар'єру в складі команди «Іслоч» у 2019 році.
У складі збірної Білорусі провів 2 матчі.

## Кар'єра тренера
З 2020 по 2021 роки очолював команду РУОР (Мінськ).
У 2022 році асистент головного тренера клубу «Іслоч».
З 2025 очолює «Макслайн» (Вітебськ).

## Титули і досягнення
- Чемпіон Білорусі (2): 2001, 2003
- Володар Кубка Білорусі (1): 2000–01